# Mark Lippert
Mark William Lippert es el embajador de Estados Unidos en Corea del Sur. El 5 de marzo de 2015, fue atacado durante un acto político en Seúl, sufriendo varios cortes.